# Lendy Castillo
Lendy Enrique Castillo Artiles (né le 8 avril 1989 à Las Matas de Santa Cruz, Monte Cristi, République dominicaine) est un lanceur droitier de baseball. Il évolue en 2012 pour les Cubs de Chicago de la Ligue majeure de baseball. 

## Carrière
Lendy Castillo signe son premier contrat professionnel en 2006 avec les Phillies de Philadelphie. Originellement un joueur d'arrêt-court, Castillo devient lanceur en 2010 alors qu'il joue en ligues mineures dans l'organisation des Phillies.
Il est réclamé par les Cubs de Chicago via le repêchage de règle 5 le 8 décembre 2011.
Le 9 avril 2012, Castillo fait ses débuts dans les majeures comme lanceur de relève avec les Cubs après avoir fait le saut directement de la classe A des ligues mineures jusqu'au plus haut niveau.
Il apparaît en relève dans 13 matchs des Cubs en 2012, accordant 14 points mérités en 16 manches lancées pour une moyenne de points mérités de 7,88 avec une défaite et 13 retraits sur des prises contre 12 buts-sur-balles accordés.
Il joue ensuite en ligues mineures avec des clubs affiliés aux Cubs en 2013 et 2014, puis aux Rangers du Texas et Blue Jays de Toronto en 2015. Le 11 décembre 2015, il signe un contrat des ligues mineures avec les Tigers de Détroit.